# ديفيد كول (لاعب كرة قدم أمريكية)
ديفيد كول (بالإنجليزية: David Cool)‏ هو لاعب كرة قدم أمريكية أمريكي، ولد في 23 مايو 1969.